# Zindzi Mandela
Zindziswa Mandela (Soweto, 23 de dezembro de 1960 -  Joanesburgo, 13 de julho de 2020), também conhecida como Zindzi Mandela ou Zindzi Mandela-Hlongwane, foi uma diplomata e poetisa sul-africana, embaixadora do seu país na Dinamarca no momento da sua morte. Era filha dos ativistas políticos anti-apartheid Nelson Mandela e Winnie Mandela. Exerceu como primeira dama da África do Sul de 1996 a 1998.

## Biografia
Zindzi Mandela nasceu em 23 de dezembro de 1960 no Soweto, no que então era a União Sul-Africana. Era filha de Nelson e Winnie Mandela, irmã mais nova de Zenani Mandela e a terceira das três filhas de Nelson Mandela. O ano em que nasceu foi o mesmo em que o Congresso Nacional Africano (ANC) lançou a sua ala armada, e os seu pais eram procurados pelo governo. De facto, quando o seu pai foi preso, Zindzi Mandela tinha 18 meses. Durante a sua juventude, a sua mãe foi presa durante vários meses.
A mãe de Zindzi Mandela foi desterrada para a Província do Estado Livre de Orange em 1977 e a filha foi viver com ela. Zindzi Mandela não pôde completar a sua educação até ter sido enviada para a Suazilândia. Mais tarde a sua mãe seria autorizada a regressar ao Soweto.
Zindzi casou duas vezes e teve quatro filhos: a escritora e ativista Zoleka Mandela (1980), Zondwa Mandela (1985), Bambatha Mandela (1989) e Zwelabo Mandela (1992). O seu primeiro marido foi Zwelibanzi Hlongwane. Em março de 2013 casou com o seu segundo marido, Molapo Motlhajwa, que era membro da Força de Defesa Nacional da África do Sul.
Mandela foi acusada de cancelar um combate de boxe entre Floyd Mayweather e Manny Pacquiao que ela mesmo tinha organizado, para celebrar o aniversário do seu pai em 2011, perdendo a ação judicial que lhe moveu a promotora de boxe Duane Moody, sendo condenada a pagar 4,7 milhões de dólares mais indenização por danos à Duane Moody.
Zindzi Mandela morreu em 13 de julho de 2020 em Joanesburgo, aos 59 anos.

## Trajetória
Em 1985, Nelson Mandela recebeu uma proposta de liberdade condicional do então presidente do estado, Pieter Willem Botha, que recusou nuam carta que Zindzi Mandela leu em público em 10 de fevereiro de 1985.
Em 1978 foi publicado o livro de poesia de Zindzi Mandela, Black as I Am, com fotografias de Peter Magubane. As suas poesias também apareceram em outras publicações, como Somehow We Survive: An Anthology of South African Writing, editado por Sterling Plumpp, e Hijas de África, editado por Margaret Busby. Zindzi Mandela licenciou-se em direito na Universidade da Cidade do Cabo em 1985.
De 1996 a 1998 foi suplente da Primeira Dama da África do Sul.

### Embaixadora
Zindzi Mandela fue nombrada embaixadora da África do Sul na Dinamarca em 2014, aunque no llegó a Dinamarca por primera vez hasta junio de 2015.
Em junho de 2019, durante o desempenho do cargo como embaixadora, Mandela emitiu uma série de mensagens da sua conta no Twitter, falando sobre "medrosos cobardes brancos que são os violadores ladrões descendentes de Jan van Riebeeck [sic]" e "visitantes não convidados que não quiseram partir" o que causou grande polémica. Nesse mesmo mês, Mandela já tinha expressado "profundo e puro amor incondicional e respeito" por "CIC", o líder dos Combatentes pela Liberdade Econômica (EFF), fundado por Julius Malema.

## Reconhecimentos
No telefilme da BBC de 2009 a Sra. Mandela, Zindzi Mandela foi interpretada por Refilwe Pitsoe. Nesse ano, a atriz sul-africana Bonnie Henna deu vida a Zindzi Mandela no filme Invictus.